# Мостовая (Ленинградская область)
Мостовая — деревня в Суховском сельском поселении Кировского района Ленинградской области.

## История
Деревня Мостовая упоминается в Дозорной книге Водской пятины Корельской половины 1612 года в Пречистенском Городенском погосте Ладожского уезда.
На карте Санкт-Петербургской губернии Ф. Ф. Шуберта 1834 года также обозначена деревня Мостовая.

МОСТОВАЯ — деревня принадлежит подполковнику Мацкевичу, число жителей по ревизии: 22 м. п., 22 ж. п. (1838 год)

Деревня Мостовая на реке Кабона отмечена на карте профессора С. С. Куторги 1852 года.

МОСТОВАЯ — деревня госпожи Стендер, по просёлочной дороге, число дворов — 9, число душ — 26 м. п. (1856 год)

МОСТОВАЯ — мыза владельческая при реке Кобоне, число дворов — 3, число жителей: 4 м. п., 3 ж. п

МОСТОВАЯ — деревня владельческая при реке Кобоне, число дворов — 9, число жителей: 28 м. п., 18 ж. п.; Часовня православная. (1862 год)

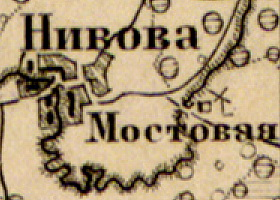
Деревня Мостовая на карте 1863 года

Согласно карте из «Исторического атласа Санкт-Петербургской Губернии» 1863 года в деревне Мостовая находилась ветряная мельница.
Согласно материалам по статистике народного хозяйства Новоладожского уезда 1891 года усадьба Мостовая площадью 2281 десятина принадлежала дворянину А. Ф. Рудзкому, имение было приобретено в 1885 году за 25 000 рублей. Доход имению приносило «место для выгрузки дров на реке».
В конце XIX века деревня административно относилась к Гавсарской волости 1-го стана Новоладожского уезда Санкт-Петербургской губернии, в начале XX века — 4-го стана.
По данным «Памятной книжки Санкт-Петербургской губернии» за 1905 год в Борском сельском обществе Гавсарской волости находились деревни Мостовая и Бор-Мостовая, а также усадьба Мостовая господина Растеряева. Потомственный почётный гражданин Сергей Иванович Растеряев, кроме усадьбы владел землями деревень Бор-Мостовая и Каккола, общей площадью 3267 десятин.
С 1917 по 1923 год деревня Мостовая входила в состав Боровского сельсовета Гавсарской волости Новоладожского уезда.
С 1923 года в составе Шумской волости Волховского уезда.
С 1924 года в составе Низовского сельсовета.
Согласно данным переписи населения СССР 1926 года в деревне Мостовая проживали 133 человека — все русские.
С 1927 года в составе Мгинского района.
По данным 1933 года деревня Мостовая входила в состав Низовского сельсовета Мгинского района.

План деревни Мостовая. 1941 год

Согласно топографической карте РККА 1941 года деревня насчитывала 27 дворов. В деревне находился скотный двор.
С 1954 года в составе Кобонского сельсовета.
В 1958 году население деревни Мостовая составляло 193 человека.
С 1959 года в составе Выставского сельсовета.
С 1960 года в составе Волховского района.
По данным 1966 года деревня называлась Мостовое и входила в состав Выставского сельсовета Волховского района.
По данным 1973 года деревня называлась Мостовая и также находилась в подчинении Выставского сельсовета Волховского района.
По данным 1990 года деревня Мостовая входила в состав Суховского сельсовета Кировского района.
В 1997 году в деревне Мостовая Суховской волости проживали 7 человек, в 2002 году — 9 человек (все русские).
В 2007 году в деревне Мостовая Суховского СП — 4.

## География
Деревня расположена в северо-восточной части района на автодороге 41К-123 (Лаврово — Кобона — Сухое), к западу от центра поселения, деревни Сухое.
Расстояние до административного центра поселения — 7 км.
Расстояние до ближайшей железнодорожной станции Войбокало — 25 км.
Через деревню протекает река Кобона.

## Демография
| 1862 | 2007 | 2010 | 2017 |
| ---- | ---- | ---- | ---- |
| 53   | ↘4   | ↗13  | ↘4   |